# هوغو سيلفا
هوغو سيلفا (بالإسبانية: Hugo Silva)‏ هو عارض وممثل إسباني، ولد في 10 مايو 1977 بمدريد في إسبانيا.

## أعمال

### أفلام
- (2012) الجسد
- (2013) أنا متحمس جدا[2][3]

## وصلات خارجية
- هوغو سيلفا على موقع IMDb (الإنجليزية)
- هوغو سيلفا على موقع ألو سيني (الفرنسية)
- هوغو سيلفا على موقع أول موفي (الإنجليزية)
- هوغو سيلفا على موقع قاعدة بيانات الفيلم (الإنجليزية)
- هوغو سيلفا على موقع كينوبويسك (الروسية)